# Kobietobójstwo
Kobietobójstwo – zbrodnia nienawiści szeroko definiowana jako „celowe zabijanie kobiet lub dziewcząt, ze względu na ich płeć”, choć definicje różnią się w zależności od kontekstu kulturowego.

## Terminologia

### Kształtowanie się pojęcia
Termin kobietobójstwo (ang. femicide) został po raz pierwszy użyty w Anglii w 1801 roku jako określenie na „zabicia kobiety”.
Współczesne użycie tego terminu pojawiło się w latach 70. wraz z ruchami feministycznymi, których celem był opór przeciwko opresji ze względu na płeć. Termin ten był również używany przez radykalne feministki, aby zwrócić uwagę na przemoc wobec kobiet. Po raz pierwszy słowa tego w aktualnym kontekście użyła w 1976 r. amerykańska feministka Diana Russell podczas pierwszego Międzynarodowego Trybunału ds. Zbrodni na Kobietach (International Tribunal on Crimes against Women), feministycznej konferencji zorganizowanej w Brukseli.

### Współczesna definicja według feministek
Diana Russell zawęża definicję kobietobójstwa do „zabijania kobiet przez mężczyzn, ze względu na to, że są kobietami”. Podkreśla, że mężczyźni popełniają kobietobójstwo z motywów o charakterze seksistowskim. Russell uważa, że jej definicja kobietobójstwa odnosi się do wszystkich form seksistowskich zabójstw, niezależnie od tego, czy są one motywowane mizoginią (nienawiścią do kobiet), poczuciem wyższości nad kobietami, przyjemnością seksualną, czy chęcią przejęcia władzy nad kobietami.
W swojej definicji uwzględnia również przypadki niejawnego zabijania kobiet, takie jak masowe mordowanie żeńskich niemowląt z powodu preferowania płci męskiej w kulturach takich jak Indie i Chiny, a także zgony związane z porażkami instytucji społecznych, takich jak kryminalizacja aborcji czy powszechność okaleczania żeńskich narządów płciowych.

### Inne definicje
W jednym ze sprawozdań Parlamentu Europejskiego, które dotyczyło zjawiska kobietobójstwa w Ameryce Środkowej i Meksyku, zostało ono zdefiniowane jako „każdy akt lub każde zachowanie związane z sytuacją kobiet, które powoduje śmierć, skrzywdzenie lub cierpienie fizyczne, seksualne lub psychiczne kobiety, zarówno w życiu publicznym, jak i prywatnym”.
26  listopada  2012  r. wiedeńskie „Sympozjum  na  temat  kobietobójstwa”  w  przyjętej „Deklaracji  o  kobietobójstwie” zdefiniowało kobietobójstwo jako „zabijanie z powodu swojej płci kobiet lub dziewcząt, które może przybrać między innymi następujące formy:
1. zabójstwa kobiety w rezultacie przemocy domowej/przez partnera;
2. torturowania i mizoginicznego zabijania kobiet;
3. zabójstw „honorowych”;
4. celowego zabijania kobiet i dziewcząt  w  czasie  konfliktów  zbrojnych;
5. tzw.  zabójstw  posagowych;
6. zabijania kobiet  i  dziewcząt  z  powodu  ich  orientacji  seksualnej  i/lub  tożsamości  płciowej;
7. zabijania kobiet wywodzących się z ludności rdzennej ze względu na ich płeć;
8. selektywnych  aborcji;
9. śmierci  kobiet  w  efekcie  okaleczania  ich  narządów płciowych;
10. oskarżenia o czary;
11. pozostałych zabójstw i śmierci kobiet związanych z przestępczością zorganizowaną, gangami, handlem narkotykami, handlem ludźmi oraz rozprzestrzenianiem się broni palnej małego kalibru”[1].

## Rozpowszechnienie na świecie

### W Ameryce Łacińskiej

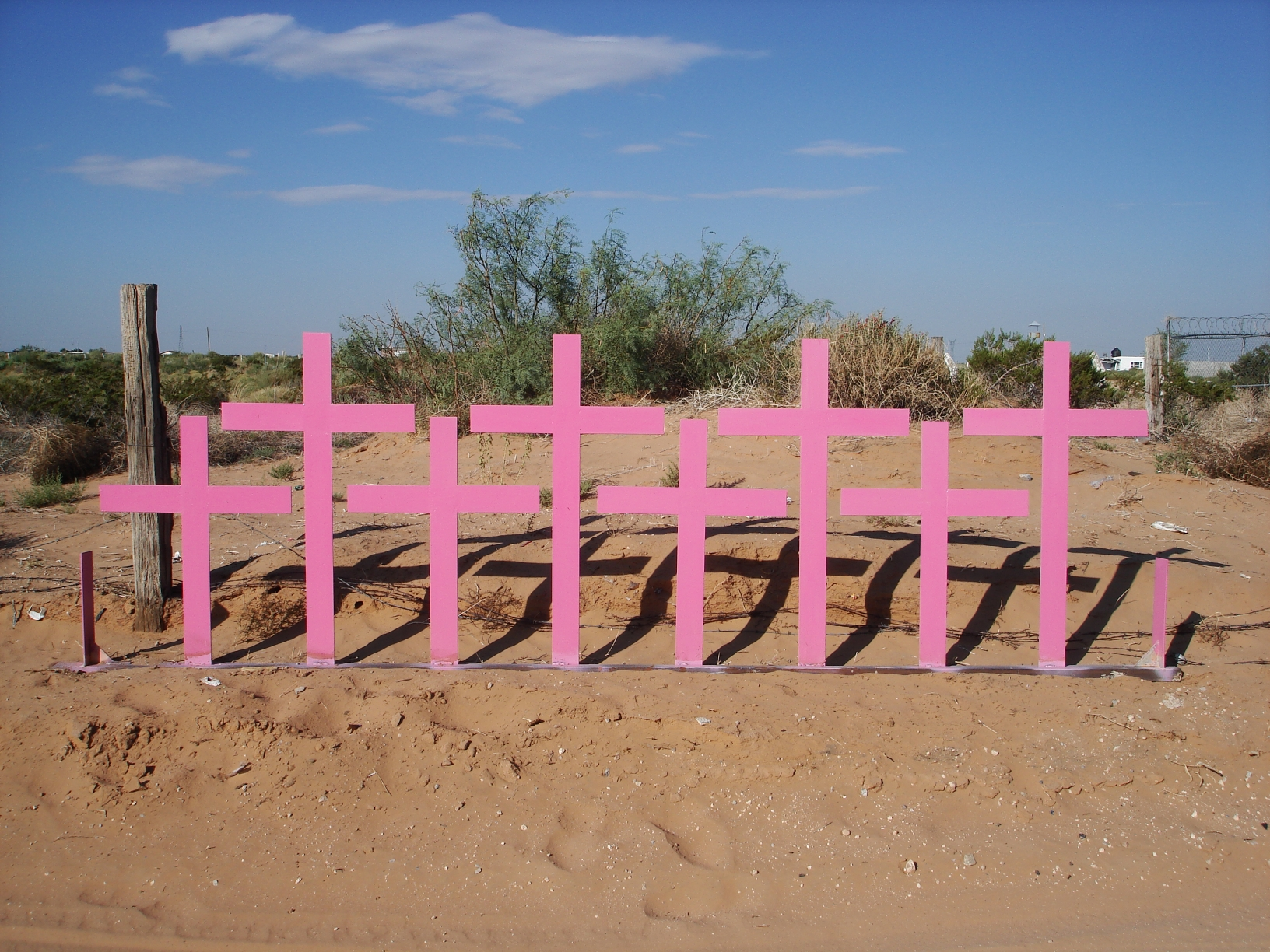
Krzyże upamiętniające zabójstwo 8 kobiet w 1996 r. w Ciudad Juárez

Feministki w Ameryce Łacińskiej były jednymi z pierwszych, które przyjęły termin kobietobójstwo, w odniesieniu do zabójstw kobiet w Ciudad Juárez w Meksyku. Termin ten zainspirował feministki w Ameryce Łacińskiej do organizowania ugrupowań przeciw kobietobójstwu, aby sprzeciwić się tej niesprawiedliwości społecznej wobec kobiet. Używanie terminu kobietobójstwo, oraz tworzenie organizacji feministycznych przeciw kobietobójstwu, rozprzestrzeniło się z Meksyku, do wielu innych krajów Ameryki Łacińskiej, m.in. do Gwatemali. W Ameryce Łacińskiej kobietobójstwo jest zjawiskiem występującym w wielu krajach, ale najbardziej dominuje w Ameryce Środkowej, w krajach takich jak Salwador i Honduras, a także w innych miejscach, takich jak Brazylia i Meksyk. Region Ameryki Łacińskiej obejmuje 5 z 12 krajów o najwyższym wskaźniku kobietobójstwa na świecie. 

#### Meksyk
Amnesty International szacuje, że w latach 1986-2009 w Meksyku doszło do około 34 tys. przypadków zabójstw kobiet. Według National Citizen Observatory on Femicide tylko 49 procent z 800 przypadków kobiet zabitych w Meksyku między czerwcem a lipcem 2017 roku było rozpatrywanych jako kobietobójstwo.